# Kavalan (langue)
Pour les articles homonymes, voir Kavalan (homonymie).
Cet article concerne la langue kavalan. Pour le peuple kavalan, voir Kavalan.
Le kavalan (ou kebalan, kbalan) est une langue austronésienne de la branche des langues formosanes parlée à Taïwan.

## Les Kavalan et leur langue
La langue n'est plus parlée dans la vie quotidienne que par moins d'une centaine de Kavalan, qui résident, pour la plupart, dans des villages le long de la côte orientale de Taïwan, dans le comté de Hualien.

## Classification
Le kavalan est classé par Blust (1999) et Li (2001, 2004) dans une branche formosane orientale (en) des langues austronésiennes, avec l'amis et deux langues proches, le siraya et le basay.

## Phonologie
Les tableaux présentent l'inventaire des phonèmes du kalavan.

### Voyelles
|         | Antérieure | Centrale | Postérieure |
| ------- | ---------- | -------- | ----------- |
| Fermée  | i [i]      |          | u [u]       |
| Moyenne |            | e [ə]    |             |
| Ouverte |            | a [a]    |             |

### Consonnes
|              |              | Bilabiales | Alvéolaires | Alvéolaires | Rétrofl. | Palatal. | Vélaires | Uvulaires | Glottales |
| ------------ | ------------ | ---------- | ----------- | ----------- | -------- | -------- | -------- | --------- | --------- |
| Centrales    | Latérales    | Bilabiales |             |             | Rétrofl. | Palatal. | Vélaires | Uvulaires | Glottales |
| Occlusives   | Occlusives   | p [p]      | t [t]       |             |          |          | k [k]    | q [q]     | ʔ [ʔ]     |
| Fricative    | Sourde       |            | s [s]       |             |          |          |          | ʁ [ʁ]     | h [h]     |
| Fricative    | Sonore       | b [β]      |             |             | z [z]    |          |          |           |           |
| Affriquée    |              |            |             |             |          |          |          |           |           |
| Nasale       | Nasale       | m [m]      | n [n]       |             |          |          | ŋ [ŋ]    |           |           |
| Liquide      | Liquide      |            | r [ɾ]       | l [ɬ]       |          |          |          |           |           |
| Semi-voyelle | Semi-voyelle | w [w]      |             |             |          | y [j]    |          |           |           |

## Sources
- (en) Lee, Amy Pei-Jung, Kavalan Reduplication, Oceanic Linguistics, 48:1, pp. 130-147, 2009
- (zh) Zeng Siqi, A Brief Introduction of Kavalan Language, Minzu Yuwen, 12:5, 2003.